# Lourdes kommun, Brasilien
Lourdes är en kommun i Brasilien.   Den ligger i delstaten São Paulo, i den södra delen av landet, 600 km söder om huvudstaden Brasília. Antalet invånare är 2 123.
Följande samhällen finns i Lourdes:
- Lourdes

Trakten runt Lourdes består i huvudsak av gräsmarker. Runt Lourdes är det glesbefolkat, med 11 invånare per kvadratkilometer.